# Réforme Copernic
Ne doit pas être confondu avec Nicolas Copernic.
La réforme Copernic (Copernicushervorming en néerlandais) est la réforme de l'administration publique belge entamée sous le Gouvernement Verhofstadt I entre 1999 et 2003 sur le principe de la « nouvelle gestion publique ».
Elle fut baptisée ainsi selon le nom du scientifique prussien Nicolas Copernic pour en marquer le caractère fondamental.

## Structure
La réforme devait s'orienter selon quatre axes :
- Une nouvelle structure organisationnelle
  - La transformation des anciens ministères en services publics fédéraux
  - La suppression des cabinets ministériels

- Une nouvelle culture de management
  - Des mandats de six ans pour les « top managers »
  - Davantage d’indépendance et de souplesse pour les SPF grâce à un nouveau cycle de contrôle budgétaire
  - L’importance de la communication et de l’évaluation

- Une vision moderne de la gestion des ressources humaines
  - Le SPF « Personnel et Organisation »: un partenaire stratégique des autres SPF
  - La revalorisation des compétences du personnel et l’amélioration de sa satisfaction professionnelle

- De nouvelles méthodes de travail
  - Le « business process re-engineering »: un cercle vertueux pour de meilleurs services
  - La préparation de l’administration électronique : voir avec les yeux du citoyen.

## Conséquences
- Les anciens ministères sont désormais appelés des « services publics fédéraux » et catégorisés en services « verticaux » (Intérieur, Justice, Finances...) et « horizontaux » (Personnel & Organisation, Budget & Contrôle de Gestion...)[3].